# Chaudon-Norante
Pour les articles homonymes, voir Chaudon en Eure-et-Loir.
Chaudon-Norante est une commune française située dans le département des Alpes-de-Haute-Provence, en région Provence-Alpes-Côte d'Azur.
Ses habitants sont appelés les Norantais.

## Géographie
Le village est situé à 666 m d’altitude.
Les communes limitrophes de Chaudon-Norante sont Digne-les-Bains, Clumanc, Saint-Jacques, Barrême, Senez, Beynes et Entrages.

### Environnement
La commune compte 1 279 ha de bois et forêts, soit 34 % de sa superficie.

### Relief et géologie

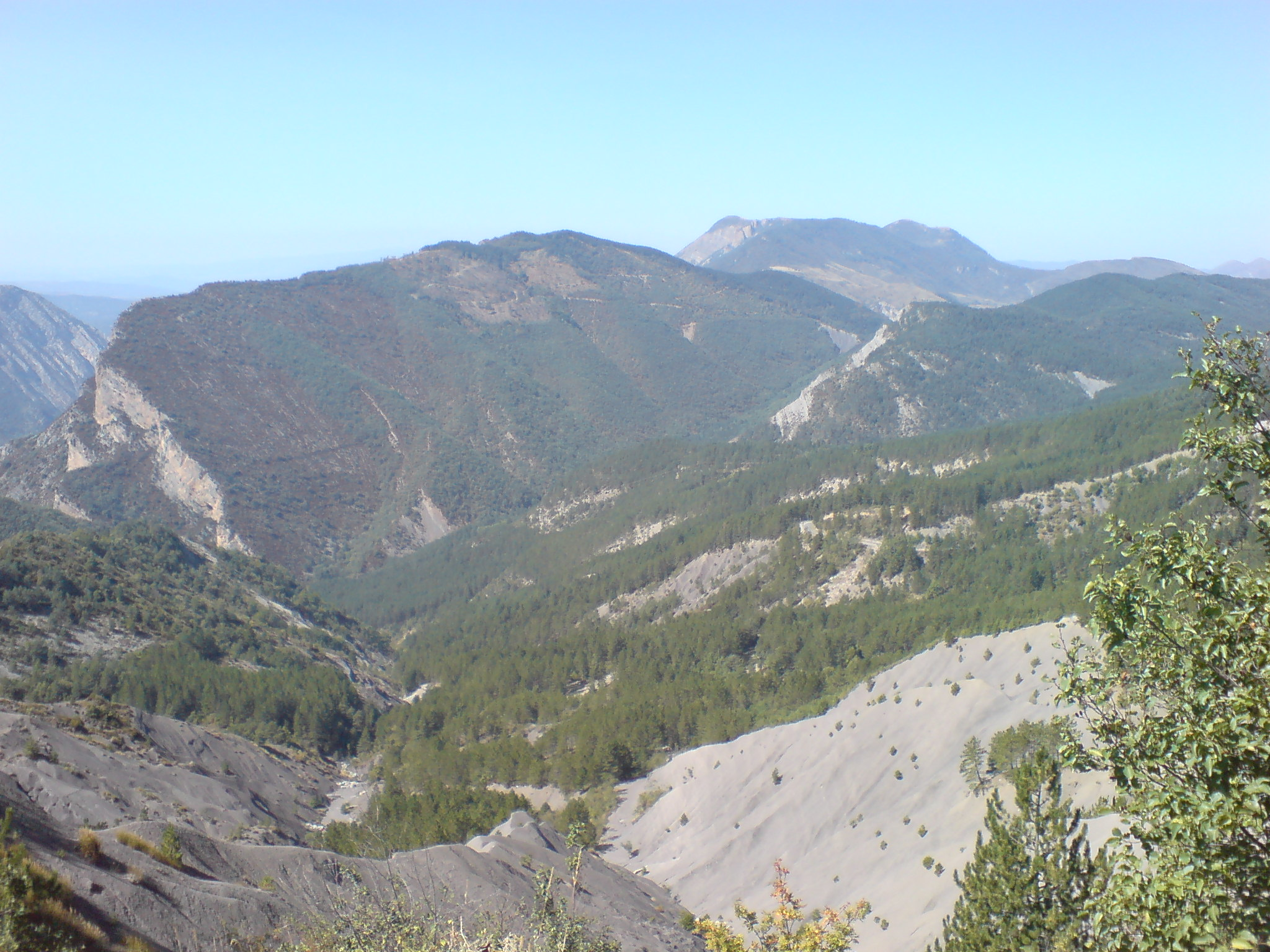
Montagne de la Gourrée (1286 m).

Les couches marno-calcaires près du hameau de Bas Auran ont été choisies par l'Union internationale des sciences géologiques comme point stratotypique mondial pour l'étage  du bathonien, datant de 168 millions d'années.
La commune est située dans le périmètre de protection de la réserve naturelle géologique de Haute-Provence.

### Villages et hameaux
- la Clappe
- Norante (traversé par la route nationale 85 et où se trouve la mairie)
- Chaudon
- la Bourgea
- l'Espinasse
- les Laurens

### Hydrographie
La commune est baignée par l’Asse de Senez, qui reçoit les eaux des Asses de Moriez et de Clumanc. Elle s’étend, sur la rive gauche de l’Asse, sur le massif du Montdenier.
Cours d'eau sur la commune ou à son aval :
- rivière l'Asse,
- torrent des Eaux Chaudes,
- ravin Saint-Martin.

### Climat
Pour des articles plus généraux, voir Climat de Provence-Alpes-Côte d'Azur et Climat des Alpes-de-Haute-Provence.
En 2010, le climat de la commune est de type climat des marges montargnardes, selon une étude du Centre national de la recherche scientifique s'appuyant sur une série de données couvrant la période 1971-2000. En 2020, Météo-France publie une typologie des climats de la France métropolitaine dans laquelle la commune est exposée à un climat de montagne ou de marges de montagne et est dans la région climatique Alpes du sud, caractérisée par une pluviométrie annuelle de 850 à 1 000 mm, minimale en été.
Pour la période 1971-2000, la température annuelle moyenne est de 10,4 °C, avec une amplitude thermique annuelle de 17 °C. Le cumul annuel moyen de précipitations est de 923 mm, avec 7,1 jours de précipitations en janvier et 4,5 jours en juillet. Pour la période 1991-2020, la température moyenne annuelle observée sur la station météorologique de Météo-France la plus proche, « St Jurs », sur la commune de Saint-Jurs à 13 km à vol d'oiseau, est de 12,6 °C et le cumul annuel moyen de précipitations est de 828,9 mm. 
La température maximale relevée sur cette station est de 38 °C, atteinte le 28 juin 2019 ; la température minimale est de −16,5 °C, atteinte le 13 février 2010,,.
Les paramètres climatiques de la commune ont été estimés pour le milieu du siècle (2041-2070) selon différents scénarios d'émission de gaz à effet de serre à partir des nouvelles projections climatiques de référence DRIAS-2020. Ils sont consultables sur un site dédié publié par Météo-France en novembre 2022.

## Urbanisme

### Typologie
Au 1er janvier 2024, Chaudon-Norante est catégorisée commune rurale à habitat dispersé, selon la nouvelle grille communale de densité à 7 niveaux définie par l'Insee en 2022.
Elle est située hors unité urbaine. Par ailleurs la commune fait partie de l'aire d'attraction de Digne-les-Bains, dont elle est une commune de la couronne,. Cette aire, qui regroupe 34 communes, est catégorisée dans les aires de moins de 50 000 habitants,.

### Occupation des sols
L'occupation des sols de la commune, telle qu'elle ressort de la base de données européenne d’occupation biophysique des sols Corine Land Cover (CLC), est marquée par l'importance des forêts et milieux semi-naturels (94,4 % en 2018), en diminution par rapport à 1990 (95,5 %). La répartition détaillée en 2018 est la suivante : 
forêts (68 %), milieux à végétation arbustive et/ou herbacée (19,5 %), espaces ouverts, sans ou avec peu de végétation (6,9 %), zones agricoles hétérogènes (5,6 %).
L'évolution de l’occupation des sols de la commune et de ses infrastructures peut être observée sur les différentes représentations cartographiques du territoire : la carte de Cassini (XVIIIe siècle), la carte d'état-major (1820-1866) et les cartes ou photos aériennes de l'IGN pour la période actuelle (1950 à aujourd'hui).

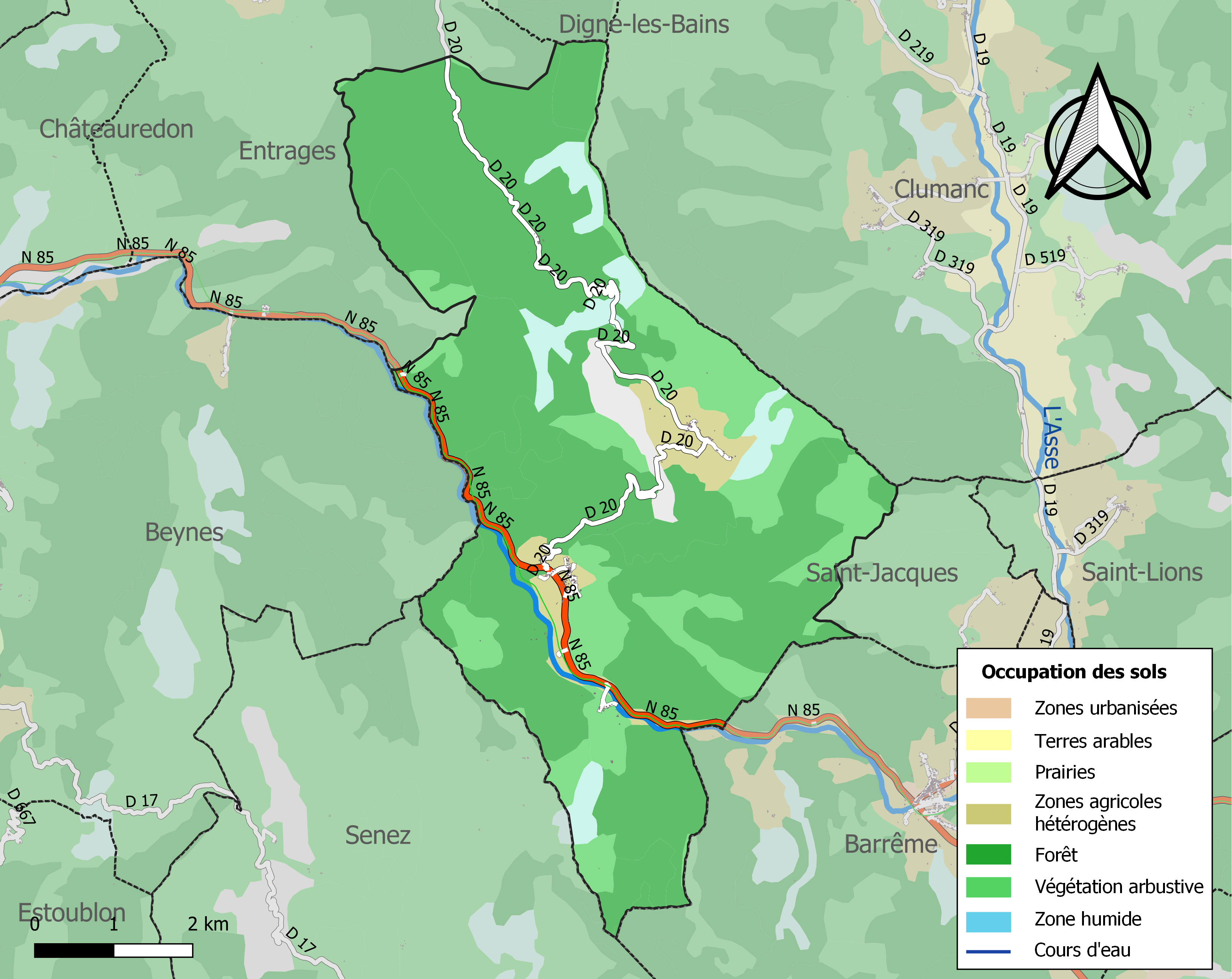
Carte de l'occupation des sols de la commune en 2018 (CLC).

### Voies de communications et transports

#### Voies routières

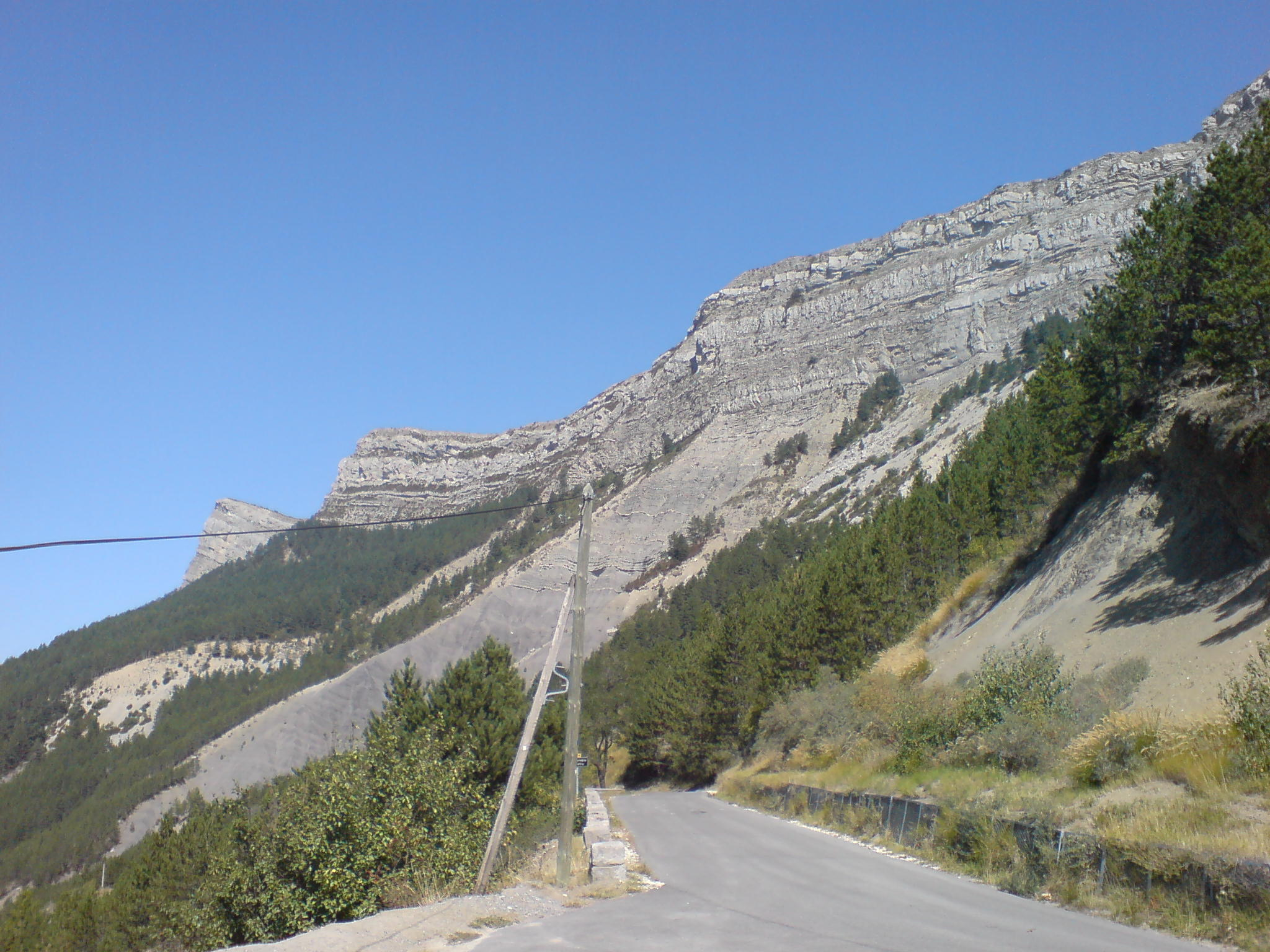
RD 20 au col de Corobin (1211 m).

La commune est traversée par la route Napoléon (route nationale 85), en s’écartant du passage de l’Empereur, qui venait de Barrême par Saint-Jacques et a continué par le col de Corobin. Ce col est actuellement emprunté par la départementale RD 20.

#### Transports en commun
Le train de la ligne de Nice à Digne s’arrête à la gare de Norante, dans la vallée en dessous des deux villages.
Un autre arrêt facultatif se trouve toujours dans la vallée de l’Asse, sous le nom du Poil-Majastres.

### Risques naturels et technologiques
Aucune des 200 communes du département n'est en zone de risque sismique nul. Le canton de Barrême auquel appartient Chaudon-Norante est en zone 1b (risque faible) selon la classification déterministe de 1991, basée sur les séismes historiques, et en zone 4 (risque moyen) selon la classification probabiliste EC8 de 2011. La commune de Chaudon-Norante est également exposée à trois autres risques naturels :
- feu de forêt,
- inondation (dans la vallée de l’Asse),
- mouvement de terrain, la commune est concernée par un aléa faible[20].

La commune de Chaudon-Norante est également exposée à un risque d’origine technologique, celui de transport de matières dangereuses par route. La route nationale 85 peut être empruntée par les transports routiers de marchandises dangereuses>.
Aucun plan de prévention des risques naturels prévisibles (PPR) n’existe pour la commune et le Dicrim existe depuis 2011.
La commune a été l’objet de deux arrêtés de catastrophe naturelle, pour des inondations et des coulées de boue en 1994 et 1996. Deux tremblements de terre ont été ressentis de manière sensible dans la commune :
- celui du 23 février 1887, avec une intensité macro-sismique de VII sur l’échelle MSK et Bussana Vecchia pour épicentre[25],
- et celui du 30 novembre 1951, avec une intensité de IV et Chasteuil pour épicentre[26].

Les importantes pluies du printemps 2012, suivies en août d'importants orages provoquent un affaissement de terrain sous la route départementale RD 20. La fonte des neiges et les pluies printanières de 2013 amplifient l'affouillement d’origine : son front atteint les 120 m de large, le volume concerné approche les 100 000 m3. Une maison doit être évacuée. Il est un temps envisagé de délaisser le tracé de la RD 20 avant qu’il soit finalement reconstruit in situ à l’automne.

## Toponymie
Selon Charles Rostaing, le nom de Chaudon, tel qu’il apparaît en 1045 (in Caldone), est tiré de la racine oronymique (désignant une montagne) *Kal- et serait probablement antérieur aux Gaulois. Il est suivi par les Fénié, qui rappellent la signification de pierre de la racine préceltique. Selon Ernest Nègre, il dérive d’un nom propre germanique.
Le nom du hameau de la Clappe est formé sur la même racine que Chaudon, avec suffixe -app, et désigne ainsi une montagne pierreuse.

## Histoire

### Préhistoire et Antiquité
Des sites préhistoriques ont été localisés sur le territoire de la commune.
Une statue de bronze d’époque gallo-romaine a été retrouvée à Norante et des tombes gallo-romaines mises au jour au cimetière de Chaudon.

### Moyen Âge
La communauté de Chaudon est signalée pour la première fois au début du XIIe siècle : Plan-de-Chaude était déjà existant. L’église relevait du chapitre de la cathédrale de Senez. La communauté de Norante lui est rattachée au Moyen Âge (mais constitue brièvement une commune au début de la Révolution, jusqu’en 1794). En 1342, les deux communautés sont rattachées à la viguerie de Castellane par le comte de Provence. Elles passent ensuite dans la viguerie de Barrême.
En 1309, Guillaume de Roumoules est signalé comme seigneur de Roumoules, de Beaujeu, de Bédejun dans l'actuelle commune de Chaudon-Norante, de Bras-d'Asse, d’Entrages, de Majastres, de Vergons et d'Estoublon. Cette même année Rostaing de Roumoules (autres Roumoules) fut signalé comme seigneur d'Entrages, de Bédéjun et de Bras-d'Asse et procureur de son père Guigues[réf. non conforme].
La communauté de Bédejun correspond à l’actuel hameau de la Clappe. Elle est nommée Bec de Jun en 1248.

### Temps modernes
L'ancienne route royale passait par Bédejun. À la veille de la Révolution française, il existait trois fiefs sur le territoire de l’actuelle commune, un pour chaque village : les fiefs de Bédejun, Chaudon et Norante (d’après l’état d’afflorinement de 1783).

### Révolution et Empire
Durant la Révolution, la commune de Bédejun et celle de Chaudon comptent chacune une société patriotique, créées toutes deux après la fin de 1792. Les vicaires de Norante et de Chaudon prêtent tous deux serment à la constitution civile du clergé et les deux communes fusionnent rapidement, avant 1794.
Lors des Cent-Jours, Napoléon a traversé la commune et s’est arrêté à la Clappe.

### Époque contemporaine
La Révolution et l’Empire apportent nombre d’améliorations, dont une imposition foncière égale pour tous, et proportionnelle à la valeur des biens de chacun. Afin de la mettre en place sur des bases précises, la levée d’un cadastre est décidée. La loi de finances du 15 septembre 1807 précise ses modalités, mais sa réalisation est longue à mettre en œuvre, les fonctionnaires du cadastre traitant les communes par groupes géographiques successifs. Ce n’est qu’en 1838 que les cadastres dit napoléoniens de Chaudon et de Bédejun sont achevés.
Le coup d'État du 2 décembre 1851 commis par Louis-Napoléon Bonaparte contre la Deuxième République provoque un soulèvement armé dans les Basses-Alpes, en défense de la Constitution. Après l’échec de l’insurrection, une sévère répression s’abat sur ceux qui se sont levés pour défendre la République, dont un habitant de Chaudon.
Comme de nombreuses communes du département, Chaudon et Bédejun se dotent d’écoles bien avant les lois Jules Ferry : en 1863, elles en possèdent trois, deux pour Chaudon installées dans les villages de Chaudon et Norante, et une à Bédejun. Ces écoles dispensent une instruction primaire aux garçons
. Aucune instruction n’est donnée aux filles : ni la loi Falloux (1851), qui impose l’ouverture d’une école de filles aux communes de plus de 800 habitants, ni la première loi Duruy (1867), qui abaisse ce seuil à 500 habitants, ne concernent les deux communes. La commune de Bédejun profite de la deuxième loi Duruy (1877) pour construire une école neuve, et ce n’est qu’avec les lois Ferry que les filles de Bédejun, Chaudon et Norante sont régulièrement scolarisées.
Le tronçon de la ligne des chemins de fer de Provence, allant de Digne à Saint-André-les-Alpes est ouvert à la circulation le 15 mai 1892. Le tunnel de la Colle est achevé en 1903, et la totalité de la ligne entre Saint-André et Nice est inaugurée du 5 au 7 août 1911 en présence de Victor Augagneur, ministre des Travaux Publics. La commune de Bédejun est rattachée à Chaudon-Norante en 1908, la nouvelle commune prend le nom de Chaudon-Bédejun en 1908 avant de devenir Chaudon-Norante en 1919.
Un « camp de Norante » est parfois signalé, durant la Seconde Guerre mondiale : il est en réalité implanté sur la commune d’Entrages (voir cet article).
Le 18 juillet 1944, François Beregi, frère de Jules Beregi, exploitant d’un chantier forestier à Thoard fabriquant du charbon de bois pour gazogène, résistant notoire et accueillant des réfractaires du STO et des maquisards, est fusillé à Norante après avoir été torturé par la Gestapo de Digne, en représailles d’un accrochage entre la Wehrmacht et la 13e compagnie de FTP, en compagnie de Gerson, réfugié à Digne.
Jusqu’au milieu du XXe siècle, la vigne était cultivée dans la commune, uniquement pour l’autoconsommation. Cette culture a depuis été abandonnée.
En 1954, prenant acte du déplacement de la population, le chef-lieu de la commune est déplacé de Chaudon à Norante.

## Héraldique
| Blason de Chaudon Norante | Chaudon : De gueules à un château d'or surmonté d'un soleil du même. Norante : pas d'armoiries connues. |

| Blason de Bédejun | D'azur à une autruche d'or tenant dans son bec un fer à cheval d'argent,. |

## Économie

### Aperçu général
En 2009, la population active s’élevait à 71 personnes, dont 6 chômeurs (10 fin 2011). Ces travailleurs sont majoritairement salariés (89 %) et travaillent majoritairement hors de la commune (79 %).

### Agriculture
Fin 2010, le secteur primaire (agriculture, sylviculture, pêche) comptait 4 établissements agricoles actifs au sens de l’Insee (exploitants non-professionnels inclus), mais aucun emploi salarié, contre 5 en 1988.

### Industrie
Fin 2010, le secteur secondaire (industrie et construction) comptait deux établissements, employant 19 salariés, dont Cozzi qui exploite la carrière des Baux de Gilly et transforme le calcaire en granulats.

### Activités de service
Fin 2010, le secteur tertiaire (commerces, services) comptait cinq établissements sans aucun emploi salarié), auxquels s’ajoutent l’unique établissement du secteur administratif (regroupé avec le secteur sanitaire et social et l’enseignement), avec un unique salarié.
D'après l’Observatoire départemental du tourisme, la fonction touristique est importante pour la commune, avec entre un et cinq touristes accueillis par habitant, l’essentiel de la capacité d'hébergement étant non-marchand et constituée par des meublés.
Les résidences secondaires apportent un complément à la capacité d’accueil : au nombre de 43, elles représentent le tiers des logements,.

## Politique et administration

### Liste des maires
| Période                                  | Période  | Identité          | Étiquette | Qualité   |
| ---------------------------------------- | -------- | ----------------- | --------- | --------- |
| Les données manquantes sont à compléter. |          |                   |           |           |
| 1919                                     | 1929     | Etienne Demandolx |           |           |
| 1929                                     | 1935     | Louis Beraud      |           |           |
| 1935                                     | 1942     | Léon Bagarry      |           |           |
| mai 1945                                 | 1952     | Léon Bagarry      |           |           |
| 1952                                     | 1989     | Antonia Viglino   | PCF       |           |
| 1989                                     | 2020     | Marcel Imbert,    | DVD       | Retraité  |
| 2020                                     | En cours | Evelyne Rall      | DVG       | Retraitée |

### Budget et fiscalité 2016
En 2015, le budget de la commune était constitué ainsi :
- total des produits de fonctionnement : 156 000 €, soit 842 € par habitant ;
- total des charges de fonctionnement : 113 000 €, soit 612 € par habitant ;
- total des ressources d'investissement : 88 000 €, soit 476 € par habitant ;
- total des emplois d'investissement : 52 000 €, soit 281 € par habitant ;
- endettement : 52 000 €, soit 283 € par habitant.

Avec les taux de fiscalité suivants :
- taxe d'habitation : 8,51 % ;
- taxe foncière sur les propriétés bâties : 10,22 % ;
- taxe foncière sur les propriétés non bâties : 43,50 % ;
- taxe additionnelle à la taxe foncière sur les propriétés non bâties : 58,73 % ;
- cotisation foncière des entreprises : 19,47 %.

Chiffres clés Revenus et pauvreté des ménages en 2014 : médiane en 2014 du revenu disponible, par unité de consommation : 18 761 €.

### Intercommunalité
La commune de Chaudon-Norante était membre, jusqu'en 2016, de la communauté de communes du Moyen Verdon. Depuis le 1er janvier 2017, elle fait partie de la communauté de communes Alpes Provence Verdon - Sources de Lumière.
La communauté de communes Alpes Provence Verdon - Sources de Lumière, créée le 24 novembre 2016 avec effet le 1er janvier 2017, regroupe désormais 41 communes. Cet Établissement public de coopération intercommunale (EPCI) s'est engagé dans une démarche d’élaboration d’un Plan local d’urbanisme intercommunal (PLUi).

## Population et société

### Démographie

#### Évolution démographique
Les habitants de la commune sont appelés les Norantais.
L'évolution du nombre d'habitants est connue à travers les recensements de la population effectués dans la commune depuis 1765. Pour les communes de moins de 10 000 habitants, une enquête de recensement portant sur toute la population est réalisée tous les cinq ans, les populations de référence des années intermédiaires étant quant à elles estimées par interpolation ou extrapolation. Pour la commune, le premier recensement exhaustif entrant dans le cadre du nouveau dispositif a été réalisé en 2007.
En 2022, la commune comptait 180 habitants, en évolution de −2,17 % par rapport à 2016 (Alpes-de-Haute-Provence : +2,84 %, France hors Mayotte : +2,11 %).
| 1765 | 1793 | 1800 | 1806 | 1821 | 1831 | 1836 | 1841 | 1846 |
| ---- | ---- | ---- | ---- | ---- | ---- | ---- | ---- | ---- |
| 657  | 477  | 523  | 542  | 564  | 600  | 671  | 651  | 612  |

| 1851 | 1856 | 1861 | 1866 | 1872 | 1876 | 1881 | 1886 | 1891 |
| ---- | ---- | ---- | ---- | ---- | ---- | ---- | ---- | ---- |
| 558  | 505  | 504  | 463  | 428  | 410  | 383  | 403  | 724  |

| 1896 | 1901 | 1906 | 1911 | 1921 | 1926 | 1931 | 1936 | 1946 |
| ---- | ---- | ---- | ---- | ---- | ---- | ---- | ---- | ---- |
| 356  | 321  | 320  | 296  | 231  | 194  | 154  | 163  | 135  |

| 1954 | 1962 | 1968 | 1975 | 1982 | 1990 | 1999 | 2006 | 2007 |
| ---- | ---- | ---- | ---- | ---- | ---- | ---- | ---- | ---- |
| 109  | 105  | 90   | 72   | 76   | 101  | 129  | 145  | 147  |

| 2012 | 2017 | 2022 | - | - | - | - | - | - |
| ---- | ---- | ---- | - | - | - | - | - | - |
| 178  | 183  | 180  | - | - | - | - | - | - |

En 1471, les communautés de Chaudon et Norante comptaient respectivement 13 et 8 feux. En 1765, elles comptaient 541 et 116 habitants. Le bond de population en 1891 correspond au chantier de la ligne de Nice à Digne (construction de la voie, tunnel de Norante long de 137 m, gare de Norante).
L'histoire démographique de Chaudon-Norante, après la saignée du XVe siècle et le lent mouvement de croissance allant jusqu'au début du XIXe siècle, est marquée par une période d'« étale » où la population reste stable à un niveau élevé. Cette période dure de 1811 à 1846. L'exode rural provoque ensuite un mouvement de perte de population de longue durée. En 1901, la commune enregistre la perte de plus de la moitié de sa population. Le mouvement de perte se poursuit jusqu'aux années 1970. La population actuelle est le double de celle de 1975, mais le quart de celle de 1846.
| 1793 | 1800 | 1806 | 1821 | 1831 | 1836 | 1841 | 1846 | 1851 | 1856 |
| ---- | ---- | ---- | ---- | ---- | ---- | ---- | ---- | ---- | ---- |
| 131  | 134  | 117  | 117  | 106  | 111  | 101  | 109  | 100  | 79   |

| 1861 | 1866 | 1872 | 1876 | 1881 | 1886 | 1891 | 1896 | 1901 | 1906 |
| ---- | ---- | ---- | ---- | ---- | ---- | ---- | ---- | ---- | ---- |
| 77   | 59   | 66   | 66   | 56   | 61   | 65   | 50   | 57   | 41   |

Bedejun connaît une évolution proche de celle de Chaudon-Norante. Sa période d'« étale » où la population reste stable à un niveau élevé dure de 1806 à 1851. La perte de population est cependant plus rapide et plus grave, puisque partant de plus bas. En 1896, Bedejun a perdu plus la moitié de sa population de 1821, ce qui entraîne sa fusion avec Chaudon dix ans plus tard avec une quarantaine d'habitants.

### Enseignement
La commune de Chaudon-Norante dépend de l'Académie d'Aix-Marseille (Rectorat de Nice).
Les établissements d'enseignement les plus proches sont à :
- École primaire à Barrême[82],
- Collèges et lycées à Dignes-les-Bains,

### Santé
Les professionnels de santé sont :
- Barrême : Médecin, Kinésithérapeute,
- Senez : infirmiers.

### Cultes
Culte catholique, Diocèse de Dignes-Riez- et Sistéron,.

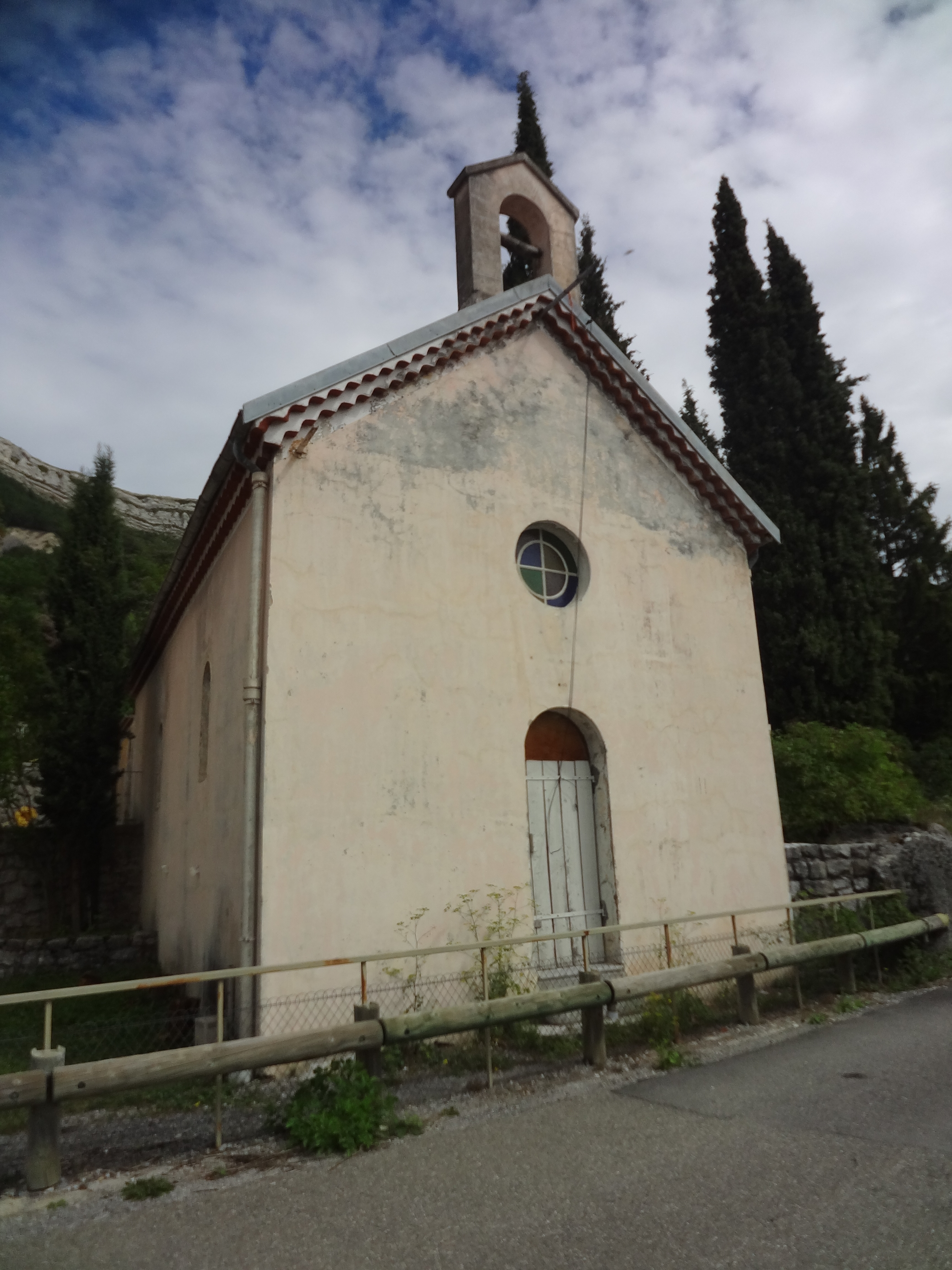
Église de la Nativité-de-la-Vierge à La Clappe.

## Lieux et monuments
Une statue gallo-romaine représentant le dieu Mars a été retrouvée à Chaudon au XIXe siècle.
Parmi les ruines du Château Plus-Haut, au-dessus de Norante, subsiste une tour médiévale, avec quelques bâtiments plus récents.
L’église Notre-Dame-du-Plan, à Chaudon, est l’ancienne chapelle Saint-Sébastien, qui a reçu la paroisse lorsque la précédente église a été interdite pour son mauvais état. L’église de Norante est placée sous le vocable de Saint-Antoine (ermite) à Norante. L’église de la Nativité-de-la-Vierge date de 1606 et est située au hameau de la Clappe.
Très beau panorama au col de Corobin (aucune construction visible).